# Cacouac
Cacouac es un término peyorativo antiilustrado inventado hacia 1757 por los adversarios de los philosophes (denominación que se daban a sí mismos los ilustrados), para ridiculizar en particular a los autores de la Enciclopedia. Este neologismo combina el adjetivo griego kakos (malvado) y el francés couac (malvado).
La Enciclopedia iba ya por su sexto volumen, y había ido superando varias dificultades con las autoridades políticas y eclesiásticas. Francia se encuentra inmersa en la Guerra de los siete años, y a comienzos del año 1757 se produce un atentado contra el rey y se acrecienta un ambiente político tenso que, entre otras cosas, produce que el parlamento de París apruebe en abril un Edicto concerniente a la impresión y a la venta de obras impresas sin licencia. En este contexto, los enemigos del proyecto, reanudan su ofensiva.
La palabra hace su primera aparición en el mes de octubre de 1757, en un artículo anónimo publicado en el Mercure de France con el título Avis utile, atribuido a Odet-Joseph Giry de Vaux, abbé (abate) de Saint-Cyr, confesor del Delfín de Francia. En diciembre aparece un panfleto de Jacob-Nicolas Moreau titulado Nouveau Mémoire pour servir à l'histoire des Cacouacs, seguido en enero de 1758 de un Catéchisme et décisions de cas de conscience à l’usage des Cacouacs, avec un discours du patriarche des Cacouacs, pour la réception d’un nouveau disciple, cuyo autor es el abate de Saint-Cyr.
Entre otras denuncias, se considera a los cacouacs unos "apátridas" para quienes su único fin en la vida es causar daño, lo que en tiempos de guerra puede considerarse una acusación grave. Se les presenta como un grupo organizado, un clan, una secta.
La polémica pronto se extendió a otros periódicos y publicaciones, ayudando a crear un clima contrario a la enciclopedia, que ya iba por su sexto volumen. El término cacouac es usado en contestaciones de Voltaire, D'Alembert y Rousseau.
En medio de esta polémica, D'Alembert abandonará la dirección de la Enciclopedia, aunque Diderot se mantiene firme y escribe a Voltaire:
«Abandonar la obra sería como volver la espalda en plena brecha y hacer lo que desean esos infames que nos hostigan.»